# John Wallace
John Wallace, född den 1 april 1962 i Burlington, Ontario, är en kanadensisk roddare.
Han tog OS-guld i åtta med styrman i samband med de olympiska roddtävlingarna 1992 i Barcelona.